# Рокам (Јужна Дакота)
Рокам (енгл. Rockham) град је у америчкој савезној држави Јужна Дакота.

## Демографија
По попису из 2010. године број становника је 33, што је 20 (-37,7%) становника мање него 2000. године.
| Група             | 2000.      | 2010.       |
| Белци             | 52 (98,1%) | 33 (100,0%) |
| Афроамериканци    | 0 (0,0%)   | 0 (0,0%)    |
| Азијати           | 0 (0,0%)   | 0 (0,0%)    |
| Хиспаноамериканци | 0 (0,0%)   | 0 (0,0%)    |
| Укупно            | 53         | 33          |